# Caudebec-en-Caux

Caudebec-en-Caux este o comună în departamentul Seine-Maritime, Franța. În 1 ianuarie 2018 avea o populație de 2.302 de locuitori.

## Personalități născute aici
- Hippolyte Sebron (1801 - 1879), pictor.